# Скалетта-Дзанклеа
Скале́тта-Дзанкле́а (итал. Scaletta Zanclea, сиц. Scalietta / Scaletta) — коммуна в Италии, располагается в регионе Сицилия, подчиняется административному центру Мессина.
Население составляет 2578 человек, плотность населения составляет 516 чел./км². Занимает площадь 5 км². Почтовый индекс — 98029. Телефонный код — 090.
Покровительницей коммуны почитается Богоматерь Кармельская. Праздник ежегодно празднуется 16 июля.